# Amt Schradenland
Urząd Schradenland (niem. Amt Schradenland) – urząd w Niemczech, leżący w kraju związkowym Brandenburgia, w Elbe-Elster. Siedziba urzędu znajduje się w miejscowości Gröden.
W skład urzędu wchodzą cztery gminy:
1. Gröden
2. Großthiemig
3. Hirschfeld
4. Merzdorf